# Yatsugake Umi
Yatsugake Umi (八掛 うみ (Bát-Quải Hải) 2 tháng 9 năm 2000 –) là một nữ diễn viên khiêu dâm và YouTuber người Nhật Bản. Cô sinh ra tại Tokyo và thuộc về công ti T-Powers. Cô cũng là nữ diễn viên độc quyền của Prestige.
Kanji trong phần họ của cô thường bị đọc sai thành "Hachigake" (はちがけ) thay vì "Yatsugake" (やつがけ).

## Sự nghiệp
Trước đây cô hoạt động trên kênh YouTube "Hành trình lớn của Umi/Umi no Daibōken" (うみの大冒険) dưới tên "Umi", sau đó cô được Prestige tiếp cận và đã ra mắt ngành phim khiêu dâm với tư cách là nữ diễn viên độc quyền của hãng dưới tên Yatsugake Umi vào ngày 6/11/2020.
Cô đã xếp thứ nhất trong bảng xếp hãng đĩa DVD nửa đầu năm 2021 của MGS dōga với phim "Những cô gái xinh đẹp, suối nước nóng riêng tư, quan hệ tình dục mãnh liệt." (美少女と、貸し切り温泉と、濃密性交と。), ngoài ra cô còn có các phim xếp thứ 3, 5, 7, 10 và 11, độc chiếm bảng xếp hạng này.
Vào năm 2022, cô đã hoạt động với tư cách là người mẫu cho Prestige Apparel và đã tham gia trình diễn thời trang cho nhãn hiệu đồ lót "sugar".
10/10/2022, cô xếp thứ nhất trong bảng xếp hạng sàn cho thuê FANZA với phim "Ứng viên 04 Vật nuôi nghe lời của tôi Yatsugake Umi" (俺の従順ペット候補生 04 八掛うみ).
Tháng 8/2023, phim của cô "HOW TO SEX!! cùng Yatsugake Umi～" (八掛うみ流HOW TO SEX!!～) trở thành phim bán chạy nhất của Prestige nửa đầu năm 2023. Đây là phim thứ 8 của loạt phim trong đó nữ diễn viên đóng vai giáo viên thể chất dạy học thông qua các trò chơi tình dục và sẽ thỏa mãn học sinh.

## Đời tư
- Sở thích của cô là nấu ăn. Các món cô tâm đắc nhất là nikujaga, bít tết Hamburg và omurice. Cô đã nhớ kĩ cách nấu các món này do đã phụ nấu tại nhà trong một thời gian. Kĩ năng đặc biệt của cô là thổi sáo. Cô đã bắt đầu thổi sáo từ năm 12 tuổi, và trong một cuộc phỏng vấn tại thời điểm ra mắt ngành (tháng 11/2020) cô đã nói rằng cô vẫn có thể thổi sáo miễn là có bản nhạc.[7] Ngoài ra, mẹ và chị cô cũng có thể thổi sáo.[4]
- Cô đã ăn kiêng giảm khoảng 8 kg trước khi vào ngày, và đến tháng 12/2020 cân nặng của cô là 44 kg.[12] Cô có khuôn mặt nhỏ, với chiều dọc là 18,7 cm (cỡ trung bình của phụ nữ Nhật Bản là 21,73 cm) và chiều ngang là 12.2 cm (cỡ trung bình của phụ nữ Nhật Bản là 13,83 cm).[13]
- Cỡ ngực của cô đã không được tiết lộ trong một thời gian dài, đến tháng 10/2021 tạp chí Playboy hàng tuần mới đăng cỡ ngực của cô là Cup A.[2][14] Cô thường thấy mặc cảm về nó, tuy nhiên cô đã nói rằng "Tôi nhận ra có không ít đàn ông thích ngực nhỏ" nên đã công khai cỡ ngực. Nhân viên làm tóc và trang điểm cũng đã nói rằng "của Umi-chan nhỏ, nhưng mà không sao".[2] Cô lần đầu mặc áo ngực khi học cấp hai. Cô đã nghĩ rằng ngực sẽ trở nên to hơn, tuy nhiên cỡ ngực của cô kể từ đó không thay đổi.[2]
- Cô có chiều hướng thụ động đối với cả tính cách và xu hướng tình dục.[4] Tư thế yêu thích của cô là tư thế thông thường và kiểu chó. Vùng kích thích tình dục của cô là ngực, và cô nói rằng cô đặc biệt thích được chạm vào núm vú.[7]
- Ban biên tập Asahi Geinō đã viết rằng ngực nhỏ của cô vừa đáng yêu vừa ấn tượng cũng như đôi mắt nổi bật.[15] Nhờ sự ủng hộ từ những người khác ngoài người cuồng thể loại loli, cô đã được đề cử cho "Giải ngực nhỏ Moe Kyun hạng mục BODY dâm dục tại Giải thưởng phim khiêu dâm Asa-Gei 2022".[15]
- Cô có một bộ sưu tập các phim mình đã đóng tại nhà, trong đó cô thường thỉnh thoảng xem lại.[16]
- Một số khía cạnh của tính cách tự nhiên của cô cũng đã được tiết lộ, khi cô không biết đến từ "compliance" (tuân thủ) khi xuất hiện trên kênh YouTube của Inoue Yūsuke của nhóm NON STYLE.[17]